# 원박역
원박역(院朴驛)은 1980년대에 철로를 이설하기 전 충북선에서 존재했던 역이다. 원박역 폐역 후 충북선 선로를 1980년대에 원박리의 남쪽 행정구역인 연박리 지역으로 이설하면서 원박역과 같은 수준의 연박역이 건설 예정이었으나, 취소된 것으로 추정된다.

## 같이 보기
- 연박역